# Emberiza jankowskii
Emberiza jankowskii là một loài chim trong họ Emberizidae.